# Dogleg

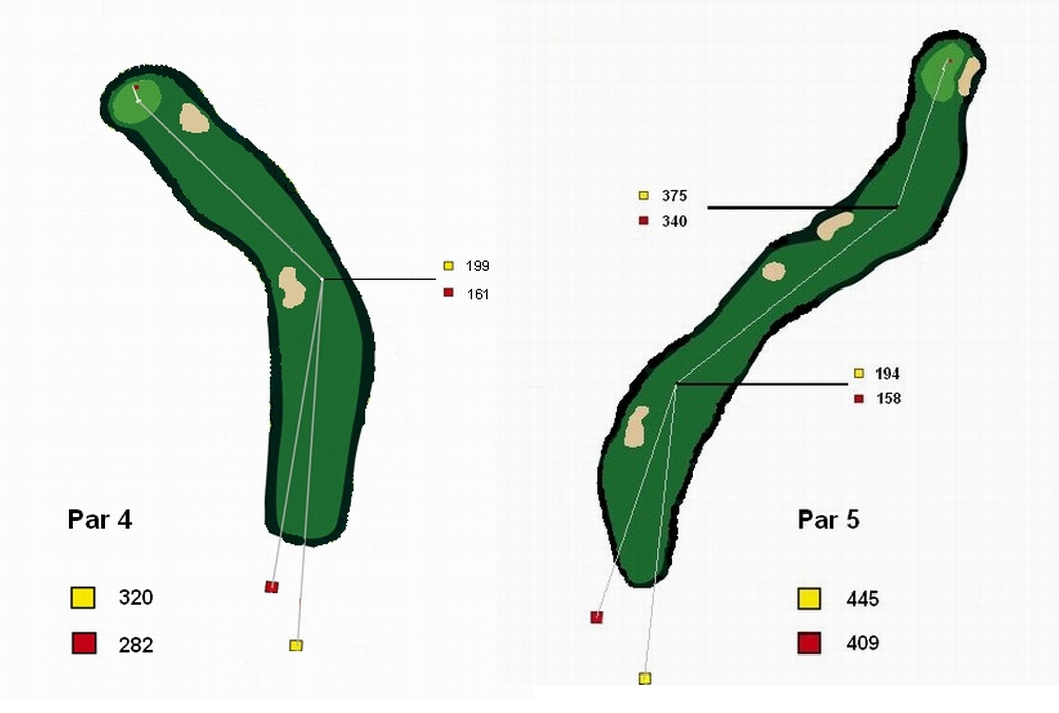
Typische Doglegs, links: Dogleg nach links, rechts: Doppel-Dogleg

Ein Dogleg (englisch: dogleg = Hundebein) bezeichnet eine Golfbahn auf einem Golfplatz, deren Fairway nach rechts (Dogleg nach rechts) oder links (Dogleg nach links) gebogen oder abgeknickt ist. Der Richtungswechsel ist normalerweise etwa an der Stelle, an der ein guter Abschlag landen sollte.
Ein Fairway, das zweimal abknickt – z. B. erst nach rechts, dann nach links – wird Doppel-Dogleg (double dogleg) genannt. Nur Par-5 Löcher sind lang genug, um Doppel-Doglegs anzulegen.
Eine weitere Verwendung findet der Begriff Dogleg bei der Beschreibung der Ablenkung von (Tief-)bohrungen, als Maß für die Krümmung der Bohrung entlang einer bestimmten Strecke.